# Бой у Загоровского монастыря
Бой у Загоровского монастыря (укр. Бій біля села Новий Загорів) — боестолкновение Украинской повстанческой армии с немецкими войсками 8—12 сентября 1943 года возле монастыря в селе Новый Загоров (ныне Владимирский район Волынской области Украины).

## Предыстория
С начала июня 1943 года отряды Украинской повстанческой армии (УПА), изгнав немецкую администрацию, установили своё правление в ряде районов Волыни. Повстанцы фактически контролировали отдельные территории и проводили операции против немецких сил.

## Сражение
Днем 8 сентября 1943 года взвод (укр. чота) особого назначения под командованием Андрея Марценюка (псевдоним «Береза») вошла в Новый Загоров и остановилась около монастыря, который представлялся наиболее надежным местом возможной обороны. Взвод имел в своем составе 44 бойца, самый молодой из которых (имя неизвестно) родился в 1926 году (16 или 17 лет). Вскоре после этого против них выступили подошедшие немецкие силы: рота жандармерии, рота полиции, состоявшая из фольксдойче, а также рота донских казаков (см. Русский коллаборационизм во Второй мировой войне), общей численностью около 400 чел. Тут же, попав под шквальный пулемётный огонь, гитлеровцы потеряли ок. 40 чел., после чего предприняли попытку поджечь монастырь и пойти на штурм. Бой с использованием миномётов и пулемётов безрезультатно длился всю ночь, за это время к немецким силам подошли дополнительные подкрепления, и украинские повстанцы, не видя альтернатив решили закрепиться в монастыре, имевшем глубокие подвалы и хорошо приспособленном для обороны. В течение дня 9 сентября продолжался обстрел, вечером к немцам подошли новые подкрепления — 10 лёгких танков, также по монастырю были проведены авиаудары. Штурм продолжался в течение 10—11 сентября, однако его удавалось отбить благодаря тому, что на колокольне монастыря засел повстанческий пулемётчик. Ночью с 11 на 12 сентября оставшиеся в живых повстанцы укрыли раненых в подвалах, разделились на две группы по шесть человек, ранним утром нанесли одновременный удар в двух направлениях и под покровом тумана сумели вырваться из окружения. 12 сентября, войдя в монастырь, немцы обнаружили и в тот же день повесили одного из раненых. Двух других вечером, после ухода немцев, нашли и спасли местные жители.

## Память
Среди жителей Западной Украины Украины бой у Загоровского монастыря считается примером героизма повстанцев. В 1990 году на митинг-реквием на месте событий собралось более 10 тыс. человек из разных частей Украины. В память о сражении проводятся ежегодные мероприятия с элементами исторической реконструкции, в 2011 году Новый Загоров стал одной из главных точек организованного автопробега местами славы УПА, местом проведения песенного фестиваля.
В 2003 году у стен монастыря поставлен памятник «Борцам за независимую соборную Украину», на каменных плитах перечислены имена погибших бойцов УПА.
В развалинах монастыря снимался клип группы «Тартак» «Не кажучи нікому». Известна также считающаяся народной повстанческая песня «В Загорові на горі…».